# Трихинелоза
Трихинелозата е паразитно заболяване, причинено от хелминти, които са представители на сем. Trichinellidae – Trichinella spiralis, Trichinella nativa, Trichinella nelsoni, Trichinella pseudospiralis. Трихинелозата е хелминтозооноза, представляваща голям интерес за ветеринарната и хуманната медицина. От една страна, тя протича като тежко, понякога смъртоносно заболяване, а от друга, причинява значителни стопански загуби поради изключване на месото на трихинелозните свине от консумация.

## Разпространение
Трихинелозата е разпространена във всички райони на света. Носители и разпространители на инвазията са всички домашни и диви месоядни и всеядни животни. Инвазията се предава от животно на животно или животно на човек, чрез изяждане на месо, в което се съдържат мускулни трехинели, хищничество, канибализъм или трупоядство.

## Етиология

### Причинител
Като причинител се сочеше само видът Trichinella spiralis (Owen, 1835) от сем. Trichinellidae. Според някои други автори освен Trichinella spiralis съществуват още 3 вида трихинели – T.nativa, T.nelsoni, T.pseudospiralis.

### Trichinella spiralis – морфология и биологични особености
Полово зрелите трихинели, наричани още „чревни трихинели“, имат вретеновидно тяло, като мъжките са дълги 1,2 – 2,2 мм., а женските са дълги от 3 до 4,4 мм. Биохелминт, като целият цикъл протича в един и същ гостоприемник, но със сменяне на локализацията на ларвните стадии. Половозрелите трихинели паразитират в червата, а ларвите мигрират в тялото по лимфен и кръвен път и паразитират в напречно набраздената мускулатура на същото животно. Инвазията се предава от животно на животно чрез хищничество, канибализъм или изяждане на трупове на убити или умрели животни, като заедно с месото се поглъщат и паразитиращите и капсулирани (инцистирани) в него инвазиоспособни ларви, наричани „мускулни трихинели“. Възможно е интраутеринно инвазиране на приплодите. Развитието протича по следния начин: освобождаване в стомаха на свинята на мускулните трихинели от капсулата и преминаване в червата, където за 30 – 40 ч. стават половозрели (чревни) трихинели. След съвкупление женските се забиват с острия си край в стената на червото и на 4-тия – 6-ия ден след инвазирането започват да раждат в лимфните пространства на чревната мукоза млади трихинели. От лимфните пространства младите трихинели се разнасят през мезентерийните лимфни възли и ductus thoracicus (гръдния проток), vena cava (къха вена) и дясната половина на сърцето по белодробната артерия се отнасят в белите дробове, откъдето се връщат в лявата половина на сърцето и по големия кръг на кръвообращение достигат до цялото тяло. Продължават развитието си само тези ларви, които са попаднали в напречно набраздена мускулатура (диафрагма, скелет, език, масетери, глътка, хранопровод, сфинктери). Ларвите, попаднали в паренхимни органи, в сърдечния мускул и в гладката мускулатура не продължават развитието си. Към 5-ия – 6-ия ден след инвазирането, донесените в напречно набраздената мускулатура трихинели, пробиват обвивката на мускулното влакно и за 10 – 15 дни стават инвазиоспособни мускулни трихинели, които при поглъщане от други животни се развиват у тях като чревни трихинели. Мускулните трихинели са дълги 0,8 – 1,27 мм и в тях е заложена бъдещата полова система. През четвъртата седмица след инвазирането мускулните трихинели започват да се завиват спирално и през 5-а и 6-ата седмица около тях започва да се образува двойно контурирана, кръгла или лимоновидна капсула. Капсулираните мускулни трихинели остават живи до 25 години. Чревните трихинели (женските) живеят сравнително кратко (от няколко седмици до няколко месеца).

## Епизоотология
Трихинелозата е разпространена във всички райони на света. Носители и разпространители са месоядни и всеядни бозайници – домашни и диви. Инвазията се предава от животно на животно чрез хищничество, канибализъм или трупоядство. В природата инвазията може да се разпространява между дивите месоядни и всеядни животни, т.нар.природни огнища, където най-често инвазионосители са лисици и вълци. Може да се разпространява и в свиневъдни стопанства, т.нар. синантропни огнища, където се разнася между домашни свине, при участие на домашни мишевидни гризачи, кучета, котки, без или със съдействие на човека. Непосредствени източници на инвазирането на домашната свиня могат да бъдат и кухненските отпадъци с мускулни трихинели, трупове на умрели трихинелозни свине, живи трихинелозни свине чрез канибализъм (изяждане на опашки, уши, части от скелетната мускулатура и др.)

## Епидемиология
Човек се инвазира с Trichinella spiralis, като главен източник са месо и месни продукти от домашна свиня, а също и месо от трихинелозни свине, мечки, язовци, бобри, моржове и др., ако се консумират в суров вид или недостатъчно добре изпечени (сварени). Екстензивността на инвазията при хората е различна в отделните страни, като това е свързано с различни фактори: взискателност при месопрегледа в месодобивните предприятия, кулинарните навици и култура на хората (мюсюлманите се инвазират по-рядко, понеже не конусмират свинско месо).

## Патогенеза
Чревните трихинели причиняват възпаление на чревната лигавица. Младите трихинели при проникване в мускулите нараняват сарколемата и причиняват точковидни кръвоизливи, миоплазмата дегенерира. По време на миграцията трихинелите отделят много секрети и екскрети, които играят роля на алергени и сенсибилизират организма. Алергизацията е основен компонент в развитието на патологичния процес

## Имунитет
При инвазия с T.spiralis се развива относителен имунитет, като придобития имунитет не предотвратява напълно повторна инвазия, но чувствително намалява нейната интензивност.

## Клинични признаци
Повишаване на температурата, вялост, липса на апетит, повръщане, диария, отслабване (признаци съответстващи на началната „чревна трихинелоза“), болки в мускулите, залежаване, затруднено дъвчене и преглъщане, ускорено и затруднено дишане, отоци по главата, краката, клепачите. Признаците са аналогични и при човека.

## Диагноза
В практиката почти не се диагностицира прижизнено, понеже това е доста несигурно. При постморталното диагностициране се извършва трихинелоскопиране на проби от напречно набраздена мускулатура, като се търсят капсули на мускулни трихинели. Най-често те се откриват в диафрагмата или междуребрените мускули, мускулите на езика, глътката, хранопровода, дъвкателните мускули. Най-често трихинелите се намират близо до границата на мускулите със сухожилията.

## Лечение
Не се провежда специфично лечение.

## Превенция
За да се избегне тази болест е добре да се ограничи максимално консумацията на не достатъчно добре изпечено свинско или каквото и да е друго месо от диви животни. Друг способ е избягването на консумация на месо, което на момента е извадено от източника на топлина. Препоръчително е да се изчакат поне 3 – 4 минути.

## Профилактика
За предпазване на хора и животни се препоръчва следното:
- закланите свине да се изследват задължително за мускулни трихинели;
- труповете на инвазирани и умрели да се конфискуват и преработват в екарисаж;
- свине да не се хранят с конфискати и сурови храни и сурови кухненски отпадъци;
- да се провеждат системни дератизации;
- труповете на умрели кучета и котки да не се дават за изхранване на свине;
- да се води борба с канибализма при животните;
- хората да не консумират недобре обработено месо от прасета и свине, диви свине, мечки и др., ако то не е изследвано предварително за трихинели.